# Sōsei no Aquarion
Sōsei no Aquarion (jap. 創聖のアクエリオン, dt. „Aquarion vom heiligen Anfang“) ist eine Anime-Fernsehserie von Shoji Kawamori. Sie startete 2005 im japanischen Fernsehen auf TV Tokyo. Die Serie wurde als Original Video Animation und Kinofilm adaptiert.
Seit Januar 2012 läuft die Nachfolger Aquarion Evol im japanischen Fernsehen.

## Inhalt
In naher Zukunft schmilzt durch eine Naturkatastrophe das Eis der Antarktis und zwei Drittel der Menschheit sterben. Dabei wird das seit 12.000 Jahren verschollene Atlantis mit den Datenshi (堕天翅, dt. etwa: „gefallene Himmelsflügel/Engel“), geflügelten, menschenähnlichen Wesen, freigelegt. Mittels ihrer riesigen Cherubim-Soldaten fangen sie Menschen, um sie in biologische Energie, Prana, umzuwandeln, von der sie sich ernähren.
Da Waffen der Menschen gegen die Bedrohung nichts ausrichten können, entsendet die Organisation Deava eine Expedition um Gen Fudou, um ein wirksames Mittel gegen die Datenshi zu finden. Gen Fudou selbst verschwindet während der Expedition, die Organisation gelangt jedoch an drei Maschinen, die Vektoren. Sie tragen die Namen Luna, Mars und Sol und können sich zur Kampfmaschine Aquarion vereinen. Die Handlung dreht sich um den Jungen Apollo, der Pilot eines der Vektoren werden möchte.

## Veröffentlichungen
Die Anime-Fernsehserie wurde 2005 nach einer Idee von Shōji Kawamori, der auch Regie führte, vom Studio Satelight produziert. Das Charakterdesign wurde von Eiji Kaneda und Futoshi Fujikawa entworfen, die künstlerische Leitung hatte Dai Ohta inne. Die Serie wurde vom 4. April 2005 bis zum 26. September 2005 durch TV Tokyo in Japan ausgestrahlt.
Der Anime wurde für den englischsprachigen Raum von FUNimation Entertainment lizenziert, für Italien von Mediafilm und für Polen von Vision Film. Die italienische Fassung wurde durch MTV Italia gesendet.

### Synchronisation
| Rolle              | japanischer Sprecher (Seiyū) |
| ------------------ | ---------------------------- |
| Apollo             | Takuma Terashima             |
| Hong Lihua         | Kobayashi Sanae              |
| Jean-Jerome Jorge  | Nobuo Tobita                 |
| Jun Lee            | Daisuke Sakaguchi            |
| Otoha              | Mako Hyōdō                   |
| Pierre Vieira      | Masaya Onosaka               |
| Rena Rune          | Hiromi Satō                  |
| Sirius De Alisia   | Tomokazu Sugita              |
| Silvia De Alisia   | Yumi Kakazu                  |
| Tsugumi Rosenmeier | Tsugumi Higasayama           |
| Gen Fudō           | Unshō Ishizuka               |

### Musik
Die Musik der Serie wurde komponiert von Hisaaki Hogari und Yoko Kanno. Die Vorspanntitel Sousei no Aquarion und Go Tight! stammen Akino. Für die Abspanne verwendete man die Lieder Omna Magni von Yui Makino, Arano no Heath von Akino, Celiane von Gabriela Robin und Genesis of Aquarion von Akino.

## OVA
Im Mai und November 2007 erschien in Japan eine zweiteilige OVA names Sōsei no Aquarion (創星のアクエリオン), bei der das Schriftzeichen für „heilig“ durch das gleichlautende für „Stern“ ersetzt wurde.
Die beiden Teile Uragiri no Tsubasa (裏切りの翼, dt. „Flügel des Verrats“) und Taiyō no Tsubasa (太陽の翼, dt. „Flügel der Sonne“) geben eine alternative Erzählung der Handlung der Fernsehserie. Sie wurde vom gleichen Team produziert wie die Serie. Die beiden Abspanntitel sind Bare Feet und Sōsei no Aquarion von Akino.
In Deutschland erscheint die OVA bei OVA Films.

## Film
Am 15. September 2007 kam in Japan der Film Aquarion (アクエリオン) in die Kinos. Der Film wurde von Satelight unter Regie von Shoji Kawamori produziert und setzt die OVA fort.
In Deutschland erscheint der Film bei OVA Films.